# Mária Gajdošová
Mária Gajdošová (* 3. října 1929) byla slovenská a československá politička Komunistické strany Slovenska, poslankyně Sněmovny lidu Federálního shromáždění za normalizace.

## Biografie
K roku 1971 se profesně uvádí jako učitelka ZDŠ. Ve volbách roku 1971 tehdy zasedla do Sněmovny lidu (volební obvod č. 193 - Prešov-II, Východoslovenský kraj). Ve Federálním shromáždění setrvala do konce funkčního období, tedy do voleb v roce 1976.